# Psychocandy
Albums de The Jesus and Mary Chain
Darklands
(1987)
Psychocandy est le premier album de The Jesus and Mary Chain, sorti en 1985.

## L'album
Connu dès 1984 par leur titre Upside Down et leur performance live, le groupe lance son premier album qui est aujourd'hui considéré comme l'un des meilleurs premiers albums de tous les temps. L'album est considéré comme un habile mélange des Beach Boys et du Velvet Underground. NME le classe à la première place de son classement des meilleurs albums de 1985, à égalité avec Rain Dogs de Tom Waits ; Q à la 88e place des 100 meilleurs albums britanniques et à la 23e des 40 meilleurs albums des années 1980 ; Rolling Stone) à la 268e place des 500 meilleurs albums de tous les temps et à la 45e des 100 meilleurs ; Pitchfork à la 23e des 100 meilleurs albums des années 1980 et Slant Magazine à la 38e de son classement. Il est référencé parmi Les 1001 albums qu'il faut avoir écoutés dans sa vie.

### Titres
Tous les titres sont de Jim Reid et William Reid.
1. Just Like Honey (3:03)
2. The Living End (2:16)
3. Taste the Floor (2:56)
4. The Hardest Walk (2:40)
5. Cut Dead (2:47)
6. In a Hole (3:02)
7. Taste of Cindy (1:42)
8. Never Understand (2:57)
9. Inside Me (3:09)
10. Sowing Seeds (2:50)
11. My Little Underground (2:31)
12. You Trip Me Up (2:26)
13. Something's Wrong (4:01)
14. It's So Hard (2:37)

## Crédits[8]
| The Jesus and Mary Chain - Jim Reid – chant, guitare - William Reid – guitare, chant - Douglas Hart – basse - Bobby Gillespie - batterie Musiciens additionnels - Karen Parker - chœurs sur Just Like Honey - Laurence Verfaillie - chœurs sur Taste Of Cindy (n'ont pas été conservés dans le mixage final) - Producteur – The Jesus and Mary Chain - Ingénieur du son - John Loder - Ingénieur du son sur Some Candy Talking - Flood - Assistant son sur Some Candy Talking - Alan Moulder - Photographie - Alastair Indge, Bleddyn Butcher, Chris Clunn, Mike Laye, Rona McIntosh, Stuart Cassidy |

### Enregistrement
- Studios d'enregistrement - Southern Studios (Londres)